# Erik Julin
Erik Julin, född 13 november 1796 i Uleåborg, död 21 juni 1874 i Åbo, var en finländsk affärsman. Han var son till Johan och bror till John Jakob Julin.
Julin studerade vid universiteten i Åbo, Dorpat och Erfurt samt ägnade sig efter hemkomsten åt apotekarverksamhet. Efter faderns död, 1820, övertog han dennes apotek i Åbo. Från denna tid ingrep han mångsidigt i nämnda stads affärsförhållanden och kommunala liv. Han anlade en trädgård för odlandet av apoteksväxter, ombyggde och utvidgade Hallis kvarnar vid Åbo samt grundlade flera fabriker. På hans initiativ stiftades Allmänna sjöassuransföreningen, Sjöassuransföreningen för lantmannafartyg och Valfiskeribolaget. Med särskilt intresse verkade han för höjandet av allmogens ekonomiska ställning. Han undervisade i biodling och fruktodling samt inrättade ett salteri, där skärgårdsbefolkningen erhöll undervisning i ett förbättrat sätt att inlägga fisk, främst strömming. Han erhöll 1854 kommerseråds titel.